# 終末のハーレム (アニメ)
『終末のハーレム』（しゅうまつのハーレム、world's end harem）は、LINK（原作）・宵野コタロー（作画）による同名の漫画を原作とした日本のテレビアニメ。2022年1月から3月まで、TOKYO MXほかにて放送された。全11話。
当初は2021年10月より放送開始予定であったが、2022年1月へ延期された。

## あらすじ
原作第1部第1話から第54話の冒頭（九份にて怜人が絵理沙と再会するシーン）までがアニメ化されているが、怜人が技術長官に監禁されるシーンや鬼原に「世界宣言」を依頼されるシーンなど、物語序盤における怜人の行動原理に関係するエピソードの大半は除去されている。また、それ以降についても怜人と翔太のエピソードが切り替わる箇所や回数が変更されているほか、善のエピソードについては回想も含めてほとんどが除去されており、イザナミによる拉致後の姿が電波ジャック放送の際に披露されるだけに留まっている。

## 登場人物
- 水原怜人（みずはら れいと） - 市川太一、小市眞琴（少年）
- 周防美来（すおう みら） - 白石晴香
- 火野恭司（ひの きょうじ） - 江口拓也
- 石動寧々子（いするぎ ねねこ） - 石上静香
- 土井翔太（どい しょうた） - 浦和希
- 神谷花蓮（かみや かれん） - 竹達彩奈

## 世界設定
- MKウイルス - 世界から男性の99.9%を絶滅させた新型ウイルス。
- UW - 男性絶滅後の世界を統治する新たな国際連盟。
- ナンバーズ - MKウイルスへの免疫を持つ男性たち5人。
- メイティング - ナンバーズと女性たちのセックスによる子作り。

## 沿革
2020年5月12日にテレビアニメ化がインターネット上で発表され、同年5月13日には同日発売の原作単行本第11巻の初版帯でも発表されたほか、それに合わせて宵野やLINKからのコメントが発表された。
2020年12月7日にはテレビアニメ版公式サイトが開設され、ティザービジュアル・メインスタッフ・メインキャストのほか、彼らからのコメントが発表された。同年12月20日にはLINKとメインキャストが『ジャンプフェスタ2021』に登壇し、追加スタッフおよびNBCUniversal Anime/MusicによるティザーPVが公開された。
2021年3月10日には追加キャストの面々や、『AnimeJapan 2021』のNBCユニバーサル・エンターテイメントブースにて配信予定のステージの詳細が発表された。同年3月26日と3月27日にはメインキャストへのインタビューがLINKによるコメント付きで発表され、3月28日には配信された前述のステージに市川太一、白石晴香、大地葉、石上静香、天野聡美が登壇し、その終了直後には配信されたNBCU2021ラインナップ紹介ステージに白石が登壇したほか、玲奈ら美女たちを毎週ピックアップしていくキャンペーンが開始された。
2021年6月4日にはさらなる追加キャストの面々が発表されたほか、美女たちを毎週ピックアップしていくキャンペーン第2弾が開始された。また、同年6月13日と6月14日にはメインキャストへのインタビュー第2弾がLINKによるコメント付きで発表された。
2021年8月6日にはCrunchyrollの大型イベント『Virtual Crunchyroll Expo』にてライセンスを取得した同社による翻訳版PVと共に紹介され、Crunchyrollでの配信開始が同年10月からであることが発表された。
2021年8月22日には日本国内での放送開始が同年10月からであることが発表され、キービジュアルと本PV、H-el-ical//とEXiNAによる主題歌がそれぞれ公開されたほか、彼女らからのコメントが発表された。
2021年8月27日には『“ハーレム体験”バイノーラルボイスドラマ』の配信がYouTubeにて開始され、それを記念したキャスト直筆サイン入り色紙プレゼントキャンペーンが開始された。
2021年9月6日には放送開始の日時や番宣CMが公開されたほか、同年9月25日に先行上映会&キャストトークショーが公式YouTubeチャンネルと公式Twitterにて同時に無料生配信予定であることが発表された。また、AT-Xでは「ハーレム感増量の【AT-X版】」と称し、視聴年齢制限番組として放送することも発表された。
2021年9月14日にはMuse Communicationがライセンスを取得し、マレーシアやインドネシアなど東南アジアでの配信を担当することが発表された。
2021年9月25日には前述の通り先行上映会&キャストトークショーが無料生配信され、第1話・第2話が先行上映された後、キャストトークショーに市川、白石、石上、竹達彩奈が登壇した。
2021年10月8日には「表現の精査のため」を理由として第1話が「先行特別放送」と称して放送され、第2話以降の放送や第1話からの配信開始は2022年1月へ延期された。これに伴い、Crunchyrollなど日本国外での配信開始も同時期へ延期された。その後、2021年11月26日には第1話も含む新たな放送開始や配信開始の日時が発表された。
2021年12月10日にはAT-Xにて先述のAT-X版「無修正Ver.」とは別に、BD版に収録される完全新作映像を一部追加した「“超ハーレム”ちょい見せVer.」も2022年1月14日より放送することが発表された。
2021年12月12日にはロームシアター京都にて開催されたアニソンフェス『京 Premium Live -2021-』にH-el-ical//とEXiNAが登壇し、オープニングテーマ「JUST DO IT」とエンディングテーマ「ENDiNG MiRAGE」をイベント初披露した。
2021年12月18日にはメインキャストが『ジャンプフェスタ2022』に登壇し、同年9月25日に無料生配信された先行上映会&キャストトークショーが12月30日に公式TwitterとABEMAアニメチャンネルにてリバイバル無料配信されることが発表された。
2021年12月24日には「クリスマスプレゼント」と称し、全裸の各所をリボンで飾った姿の美来、玲奈、晶の描き下ろしクリスマスイラストが公開されたほか、放送開始直前特別番組『信田ユウ監督 独占スペシャルインタビュー』が2022年1月7日にAT-Xにて放送されることが発表された。
2022年1月6日にはオープニングアニメーションのノンクレジット版が、同年1月13日にはエンディングアニメーションのノンクレジット版が、それぞれ公式TwitterとYouTubeにて公開された。
2022年1月26日には「JUST DO IT」のシングルが発売され、H-el-ical//へのインタビューが公開された。
2022年2月7日には「ENDiNG MiRAGE」のシングルの発売を前に、EXiNAへのインタビューが公開された。

## 製作
| 原作                         | LINK・宵野コタロー                                                                             |
| 監督                         | 信田ユウ                                                                                       |
| シリーズ構成                 | 髙橋龍也                                                                                       |
| キャラクターデザイン         | 小関雅                                                                                         |
| キーアニメーター             | 竹上貴雄                                                                                       |
| メインプロップデザイン       | コレサワシゲユキ、灯夢                                                                         |
| サブ衣装デザイン             | 小高みちる                                                                                     |
| 美術設定                     | 藤瀬智康                                                                                       |
| 色彩設計                     | 松山愛子                                                                                       |
| 美術監督                     | 葛琳                                                                                           |
| 撮影監督                     | 三上颯太                                                                                       |
| 編集                         | 萩原うたこ                                                                                     |
| 音響監督                     | 郷文裕貴                                                                                       |
| 音響制作                     | ブルームズ                                                                                     |
| 音楽                         | 大川茂伸                                                                                       |
| 音楽プロデューサー           | 藤平直孝                                                                                       |
| 音楽制作                     | NBCユニバーサル・エンターテイメント                                                            |
| チーフプロデューサー         | 神部宗之、梅本享、藤尾明史、 高橋和彰                                                          |
| プロデューサー               | 近藤千昭、栗田ひろ子、佐藤奏太、 塩入聡太、川名悠太、礒谷徳知、 内林大道、白井有希子、沼野久則 |
| 原作協力                     | 『少年ジャンプ+』編集部                                                                        |
| アニメーションプロデューサー | 富岡哲也                                                                                       |
| アニメーション制作           | Studio五組×AXsiZ                                                                               |
| 製作                         | 終末のハーレム製作委員会                                                                       |

テレビアニメ化の発表に際して当時の担当編集も交えて行われたインタビューによれば、2021年の放送を目指しているが、宵野は嬉しい一方で半信半疑の気持ちが拭えず、LINKは地上波で放送できるかを心配したところ、監督（信田）やメインスタッフが原作を読み込んでくれていたので安心したうえ、監督がアニメ化に際しての変更点についても真剣に考えてくれたという。一方、テレビアニメ版公式サイトの開設に際して行われたインタビューによれば、信田は原作をもらった当初こそ「これはどこまで本気で映像化するのだろうか」と思ったものの、「原作の衝撃や異常性をそのまま映像化できたら」との旨のもと、作業を進めているという。また、シリーズ構成の髙橋も「終末に向かう世界のいくつもの可能性が面白い形で描かれる」との旨を述べている。
『AnimeJapan 2021』の時点で制作は玲奈が初登場する原作第1部第4話以降まで進んでおり、石上や天野はアフレコ時の画面で玲奈のメイティングシーンが「ばっちり映っていた」ことを明かしている。
先行上映会の終了後、信田は自身のTwitterにてテレビ放送版のモザイク処理は原作配信時の表現に近づけたことを明かしている。また、放送開始の延期については、途中放送中止が一番痛手なので全話放送するための判断であることを明かしている。
『メガミマガジンRX』Vol.11（イード）に収録されたインタビューによれば、信田は監督を依頼された当初に原作を読んで地上波では無理と思い、怜人の綺麗な感情の流れを中心としてドラマを見せていけば地上波でも大丈夫と判断したが、製作側からはエロティックな要素も前面に出していきたいとの意見を受け、悩んだという。それゆえ、髙橋にシリーズ構成を依頼した理由として、「シリアスな話とお色気シーンを両方書ける方でないと務まらないと思った」を挙げている。一方、髙橋は依頼された時点で原作が第1部の途中だったため、どこまでアニメ化するのかを話し合い、シナリオ会議にすべて参加してくれたLINKにも相談しながら「すごくキリのいいところでひと区切り」として構成した。メイティングシーンについては、原作の単行本収録時における修正の解禁やシーンの加筆を踏襲したBD版「超ハーレムVer.」との兼ね合いから、カットされても不自然に見えないように構成した。キャラクターデザインについては、宵野の絵柄が連載の進行につれて変化していることから小関も悩んでいたが、宵野と相談して制作当時の最新刊だった単行本第10巻辺りの絵柄を拾って反映した。声優のオーディションについては、怜人と翔太の見え方を踏まえて彼らを両方とも受けてもらっていたという。
公式ガイドブックに収録されたインタビューによれば、テレビアニメ化の話を聞かされた当初のLINKは単行本同梱OVAか有料配信かと思っていたため、驚いた。信田もOVAと思っていたが、地上波と聞いて驚いたと共に、「怜人と絵理沙の感情を掘り下げ、作品として描けないか」とのプロデューサーの意図ゆえ、自分に話が来たかと思ったという。原作で生まれる毎回のバラエティ感を損なわないよう、普通は見せる要素を絞り込むところをあえて絞り込まずに制作したが、特に苦労した部分はSF設定であり、原作のコマから必要なガジェット設定を逆算しての掘り込みが、一番大変だった。そうして作られた高精度のプロップデザインはLINKと宵野を唸らせており、原作への逆輸入を考えさせている。キャラクターデザインについては、小関が宵野のキャラクターの質感を大事にしており、スレンダーで綺麗な女性よりはボリュームのあるグラビアアイドルを参考にしたが、キャラクターの多さゆえ、身長対比図は通常の作品なら1枚で済むところを、本作は4 - 5枚にもなった。それを見て宵野は大事だと思い、原作第2部の執筆に際して自分も身長対比図を作ったという。キャスティングについては、信田はキャラクターのイメージから来る声のキーよりも、キャラクターと声優のイメージを重視した。アフレコについては、声優に地上波を意識して演技を抑えられてしまうことを防ごうと、映像特典用のシーンではその旨をあらかじめ説明し、思いっきり演じてもらっているという。音楽については、画面の明るい色調に反してディストピア感を出すために不協和音を入れたり、原作未読の人にも不気味で不安を煽るような劇伴を増やしたりしている。
『月刊ニュータイプ』2022年2月号 (KADOKAWA) に収録されたインタビューによれば、信田は原作にSF的な世界観が凄く作り込まれているとの第一印象のもと、怜人の綺麗さを大事にして重要なポイントとしたほか、さまざまな勢力による思惑が絡み合っていく群像劇を物語の主軸にすることを重視したという。また、自分の監督作品には音声収録を完成前の未着色状態の素材で行うスケジュールを組んでおり、収録した音声に原画でキャラクターの表情を寄せるといった、いわば「準プレスコ」のような特殊なことをやっているという。
第11話放送後の2022年3月19日には、信田が同話の作画の不出来についてのお詫び、コロナ禍における映像制作の難しさ、頑張ってくれたチームへの感謝を自身のTwitterにて述べているほか、小関もキャストへの感謝を、脚本を担当した山田哲弥も信田らスタッフやキャストへの感謝を、それぞれ自身のTwitterにて述べている。
『メガミマガジン』2022年5月号（イード）に収録されたインタビューによれば、信田はLINKが原作の構成を考える際に怜人視点の物語と翔太視点の物語のバランスに気をつけていたことに倣い、テレビアニメ版でも怜人と翔太の出会いに向けて双方をバランス良く描けるよう、心がけていた。モザイク処理については、できる限り原作と同じ隠し方を心がけていたが、何も履いていないように見えてよりエロティックに見えることがたびたびあったため、「これはこれで地上波放送版の醍醐味だよな」と思っていたという。

## 反響・評価
テレビアニメ化が発表された2020年5月12日には「終末のハーレムアニメ化」がTwitterのトレンドに入ったほか、ねとらぼで「連載当初から『ヤバい』と連呼されてきた注目作、あの際どさがどこまで映像化されるのか気になります」と評された。また、テレビアニメ版公式サイトが開設された同年12月7日には、エコノミスト・睡眠健康指導士の鈴木卓実に「このご時世で地上波で放送できることにビックリ」と評されている。
2021年8月22日に公開された本PVは先述のティザーPVと同じく公式TwitterとYouTubeにて同時公開となったが、サムネイルに全裸の美来のバストショットが用いられたうえ、内容に玲奈の初めてのメイティングなど物語序盤の性的シーンの一部も盛り込まれたことから、日本国内では「周囲に注意」や「刺激強め」などと報じられているほか、日本国外ではCrunchyrollに「Very NSFW」や「quite NSFW」と改めて警告されている。その後、同年8月27日にはYouTube公開分が再生回数70万回を突破するも年齢制限をかけられ、非ログイン状態では視聴できなくなった。
2021年10月1日には、サブカル専門ライターの河村鳴紘がアニメ関係者に「『鬼滅の刃』（遊郭編）以外で、他社タイトルの新作で気になるのは？」と尋ねた結果、同時期放送開始の『終末のワルキューレ』（第1期）と「終末」つながりで共に挙げられている。
2021年12月31日には、アメリカのアニメメディア「Anime Corner」が実施した「2022年冬の最も期待されるアニメランキング」にて、『進撃の巨人』（第4期後半）に次ぐ第2位を記録している。
2022年1月2日には、アメリカの大手アニメメディア「Anime Trending」が実施した「アニメトレンドアワード2022冬」にて、『ヴァニタスの手記』（第2クール）に次ぐ第4位を記録している。
2022年1月5日には、ドイツの大手アニメメディア「Anime2You」が実施した「2022年の最も期待される冬のアニメトップ20」にて、『現実主義勇者の王国再建記』（第2部）に次ぐ第4位を記録している。
2022年1月26日には、ABEMAの「2022年1月クール新作冬アニメ初速ランキング」の累計視聴数部門にて、『鬼滅の刃』（遊郭編）に次ぐ第2位を記録している。
2022年2月14日には、同年1月に放送倫理・番組向上機構 (BPO) へ寄せられた本作への苦情とうかがえる投稿や、それに対して寄せられたアニメファンの賛否両論が、まいじつにて報じられている。

## 主題歌・挿入歌
「JUST DO IT」
H-el-ical//によるオープニングテーマ。作詞はHikaru//、作曲・編曲は加藤裕介。
「ENDiNG MiRAGE」
EXiNAによるエンディングテーマ。作詞はShiena Nishizawa、作曲・編曲はdaiki kasho。
- 第11話ではピアノアレンジバージョン「ENDiNG MiRAGE -PiANO ver.-」が用いられた。
- 上記のいずれも、2021年10月8日には放送開始の延期を受け、シングルの発売が2022年へ延期されている。
- 「ENDiNG MiRAGE」のアートディレクション・デザインは林弘樹が担当したが、後に自身のTwitterにて明かしたところによれば、かつて原作の公式サイトのデザインも担当したことがあったため、縁を感じたという。

「僕ら、ひとつだけのAnswer」
Q's (Luce Twinkle Wink☆) による第3話挿入歌。作詞はくまのきよみ、作曲は山田高弘。

## 各話リスト
| 話数   | サブタイトル     | 脚本     | 絵コンテ          | 演出            | 作画監督                                                                           | 総作画監督 | 初放送日       |
| ------ | ---------------- | -------- | ----------------- | --------------- | ---------------------------------------------------------------------------------- | ---------- | -------------- |
| 第1話  | 女たちの世界     | 髙橋龍也 | 信田ユウ          | 長岡義孝        | ハンミンギ 堀田翔一 山本真嗣 小関雅 竹上貴雄                                       | 小関雅     | 2021年 10月8日 |
| 第2話  | 二人の女性       | 山田哲弥 | アベユーイチ      | 藤中達也        | 山本真嗣 片岡英之 服部憲知                                                         | 山内尚樹   | 2022年 1月14日 |
| 第3話  | 第3の男          | 髙橋龍也 | 山田弘和          | 山田弘和        | 山本真嗣 片岡英之 服部憲知 スタジオギガ                                            | 小関雅     | 1月21日        |
| 第4話  | 学園の秘密       | 山田哲弥 | 藤中達也 信田ユウ | 藤中達也        | 飯飼一幸 髙橋紀子 山本真嗣 鐘文山 柳孝相 Revival                                   | 山内尚樹   | 1月28日        |
| 第5話  | 最初の犠牲者     | 髙橋龍也 | 大嶋博之          | 神埼ユウジ      | 青野厚司 山本真嗣 齋藤香識 Revival                                                 | 小関雅     | 2月4日         |
| 第6話  | 絡み合う思惑     | 山田哲弥 | 吉川浩司 竹内光   | 宮田亮 藤中達也 | 小菅洋 平田雄三 黒田和也 正木優太 田中翼 室井誠 高村遼太郎 竹上貴雄 鐘文山 Revival | 山内尚樹   | 2月11日        |
| 第7話  | 僕当番           | 髙橋龍也 | 大嶋博之          | 神埼ユウジ      | 山本真嗣 片岡英之 服部憲知 西田美弥子 酒井KEI Revival                              | 小関雅     | 2月18日        |
| 第8話  | 復讐             | 山田哲弥 | 吉川浩司 竹内光   | 藤中達也        | 山本真嗣 竹上貴雄 鐘文山 スタジオマスケット Revival                                | 山内尚樹   | 2月25日        |
| 第9話  | 肉の森林         | 山田哲弥 | 沖崎光一          | 所俊克          | 山本真嗣 片岡英之 小関雅 伊藤一樹 [ 注 22 ]                                        | 小関雅     | 3月4日         |
| 第10話 | 二人のナンバーズ | 髙橋龍也 | 藏本穂高          | 藏本穂高        | 山本真嗣 竹上貴雄 西田美弥子 齋藤香識 山内尚樹 小関雅 高村遼太郎 小島唯可 正木優太 | 山内尚樹   | 3月11日        |
| 第11話 | 脱出             | 髙橋龍也 | 沖崎光一 信田ユウ | 山田弘和        | 山本真嗣 竹上貴雄 鐘文山 片岡英之 服部憲知                                         | 小関雅     | 3月18日        |

## 放送局・配信サイト
| 放送期間                                                                              | 放送時間                     | 放送局   | 対象地域 | 備考                                                                       |
| ------------------------------------------------------------------------------------- | ---------------------------- | -------- | -------- | -------------------------------------------------------------------------- |
| 2022年1月7日 - 3月18日                                                                | 金曜 21:30 - 22:00           | AT-X     | 日本全域 | CS放送 / 視聴年齢制限あり / リピート放送あり / 無修正Ver. / 製作委員会参加 |
| 2022年1月8日 - 3月19日                                                                | 土曜 1:30 - 2:00（金曜深夜） | TOKYO MX | 東京都   |                                                                            |
|                                                                                       | 土曜 4:00 - 4:30（金曜深夜） | BSフジ   | 日本全域 | BS/BS4K放送 / 『アニメギルド』枠                                           |
| 2022年1月14日 - 3月25日                                                               | 金曜 21:00 - 21:30           | AT-X     | 日本全域 | CS放送 / 視聴年齢制限あり / リピート放送あり / “超ハーレム”ちょい見せVer.  |
| 第1話は、2021年10月8日 (AT-X)・同年10月9日（TOKYO MX / BSフジ）に先行特別放送された。 |                              |          |          |                                                                            |

| 配信開始日    | 配信時間                   | 配信サイト |
| ------------- | -------------------------- | --- |
| 2022年1月8日  | 土曜 1:30（金曜深夜） 更新 | dアニメストア / ABEMA |
| 2022年1月15日 |                            | Amazon Prime Video / Hulu / バンダイチャンネル / U-NEXT / アニメ放題 / TELASA / auスマートパスプレミアム / J:COMオンデマンドメガパック / milplus / FOD / ANIMEKA / ひかりTV / ビデオマーケット / music.jp / DMM.com / GYAO!ストア / HAPPY!動画 / ニコニコチャンネル |

| 配信開始日    | 配信時間                   | 配信サイト |
| ------------- | -------------------------- | --- |
| 2022年1月14日 | 金曜 0:00（木曜深夜） 更新 | dアニメストア / ABEMA |
| 2022年1月21日 |                            | U-NEXT / Hulu / ひかりTV / バンダイチャンネル / TELASA / J:COMオンデマンド / milplus / ビデオマーケット / DMM.com / music.jp / HAPPY!動画 / Rakuten TV |

| 放送期間               | 放送時間                     | 放送局       | 対象地域 | 備考 |
| ---------------------- | ---------------------------- | ------------ | -------- | ---- |
| 2022年1月9日 - 3月20日 | 日曜 3:00 - 3:30（土曜深夜） | アニマックス | 韓国     | CATV |

日本国外での配信
アメリカ、イギリス、スペイン、ブラジル、ポルトガル、フランス、ドイツ、アラビア、イタリア、ロシア
前述の通りCrunchyrollが配給し、日本国内と同時配信する。
マレーシア、インドネシア、ブルネイ、香港、シンガポール、フィリピン、タイ、ベトナム、台湾
前述の通りMuse Communicationが配給する。

## バイノーラルボイスドラマ
『“ハーレム体験”バイノーラルボイスドラマ』
テレビアニメ版の放送開始を記念して2021年8月27日からYouTubeにて配信が開始された、美来ら美女たちによるバイノーラル収録のボイスドラマ。通常版や「超ハーレムVer.」試聴版の配信を経て、「超ハーレムVer.」完全版がBD版の特典CDに収録される。
1. 周防美来ver. - 2021年8月27日配信（通常版）、2022年1月29日配信（「超ハーレムVer.」試聴版）
2. 龍造寺朱音ver. - 2021年9月3日配信（通常版）、2022年2月5日配信（「超ハーレムVer.」試聴版）
3. 山田翠ver. - 2021年9月10日配信（通常版）、2022年2月12日配信（「超ハーレムVer.」試聴版）
4. 石動寧々子ver. - 2021年9月17日配信（通常版）、2022年3月12日配信（「超ハーレムVer.」試聴版）
5. 北山玲奈ver. - 2021年9月24日配信（通常版）、2022年3月19日配信（「超ハーレムVer.」試聴版）
6. 片桐麗亜ver. - 2021年10月1日配信（通常版）、2022年2月26日配信（「超ハーレムVer.」試聴版）
7. 黒田マリアver. - 2021年11月26日配信（通常版）、2022年3月5日配信（「超ハーレムVer.」試聴版）
8. 神谷花蓮ver. - 2022年1月22日配信（通常版）、2022年5月6日配信（「超ハーレムVer.」試聴版）
9. 羽生柚希ver. - 2022年1月29日配信（通常版）、2022年5月13日配信（「超ハーレムVer.」試聴版）
10. 柊春歌ver. - 2022年2月5日配信（通常版）、2022年3月25日配信（「超ハーレムVer.」試聴版）
11. 一条奈都ver. - 2022年2月19日配信（通常版）、2022年4月1日配信（「超ハーレムVer.」試聴版）
12. 東堂晶ver. - 2022年2月26日配信（通常版）、2022年4月8日配信（「超ハーレムVer.」試聴版）
13. 黒田・レイン・ちふゆver. - 2022年3月5日配信（通常版）、2022年5月20日配信（「超ハーレムVer.」試聴版）

## BD
全4巻とも、放送不可能なメイティングシーンを追加した「超ハーレムVer.」として収録される。
| 巻 | 発売日        | 収録話          | バイノーラルボイスドラマ                   | 規格品番  |
| -- | ------------- | --------------- | ------------------------------------------ | --------- |
| 1  | 2022年3月26日 | 第1話 - 第3話   | 周防美来、龍造寺朱音、山田翠               | GNXA-2361 |
| 2  | 2022年4月27日 | 第4話 - 第6話   | 片桐麗亜、黒田マリア、石動寧々子、北山玲奈 | GNXA-2362 |
| 3  | 2022年5月27日 | 第7話 - 第9話   | 柊春歌、一条奈都、東堂晶                   | GNXA-2363 |
| 4  | 2022年6月29日 | 第10話 - 第11話 | 神谷花蓮、羽生柚希、黒田・レイン・ちふゆ   | GNXA-2364 |

## コラボレーション
ドン・キホーテ
2022年1月29日より、パーティードレス姿の美来・朱音・花蓮・玲奈・晶を描き下ろした各種限定グッズを、対象店舗にて発売する。なお、信田曰く「自分の作品では『ハイスクール・フリート』以来二度目」のコラボレーションであるという。
週刊プレイボーイ
2022年2月21日より、グラビアアイドルたち5人によるコスプレグラビアを同日発売の『週刊プレイボーイ』10号に掲載するほか、そのアザーカットを含むコラボデジタル写真集『また同じ夢を見た』を発売する。なお、小関曰く「推しの方（東雲うみ）が美来を演じてくれて嬉しい」という。
フェアリーテイル
2022年11月14日より、美来・寧々子・朱音・マリア・晶・春歌・柚希・花蓮をイメージした香水と抱き枕カバーを発売する。なお、信田曰く「官能的すぎるので抱き枕に香水を振り撒いて使ってもらいたい」という。